# Палюри (дем Касандра)
Вижте пояснителната страница за други значения на Палюри.
Палюри (на гръцки: Παλιούρι, катаревуса Παλιούριον, Палюрион) е село в Егейска Македония, Гърция, в дем Касандра, административна област Централна Македония. Палюри има население от 788 души (2001).

## География
Палюри е разположено в южния край на полуостров Касандра, на около 3 km от брега на Касандрийския залив.

## История

### Античност
В района е бил разположен малкият античен град Терамбос или Трамбос (Θέραμβος). Херодот казва, че е бил насилствено завладян от Ксеркс I и може би и това е причината повече да няма сведения за него.

### В Османската империя
По време на османското владичество е едно от 12-те села на полуострова и е вакъф на Газанфер ага. Жителите на Палюри участват в Халкидическото въстание, като един от най-известните революционери от селото е свещеник Николаос Триандафилу. В XIX век Палюри е село в каза Касандра на Османската империя. Църквата „Свети Георги“ е от около 1870 година. Александър Синве („Les Grecs de l’Empire Ottoman. Etude Statistique et Ethnographique“) в 1878 година пише, че в Палюри (Palliuri), Касандрийска епархия, живеят 480 гърци. Към 1900 година селото е показано на етническата карта на Васил Кънчов („Македония. Етнография и статистика“) като гръцко.

### В Гърция
В 1912 година, по време на Балканската война, в Палюри влизат гръцки части и след Междусъюзническата война в 1913 година остава в Гърция. В 1918 година с Палюри е слято разположеното на километър северно село Хрусо (Χρούσω).
В селото е запазена традиционна архитектура.
| Име          | Име           | Ново име | Ново име  | Описание                            |
| ------------ | ------------- | -------- | --------- | ----------------------------------- |
| Дзане Певкос | Τζανέ Πεύκος  | Аеторахи | Άετορράχη | възвишение на ЮИ от Палюри ((132 m) |
| Коцар Амбара | Κωτσάρ Άμπάρα | Анифорос | Άνήφορος  | възвишение на ЮИ от Палюри ((93 m)  |
| Хрусо        | Χροΰσο        | Акротири | Άκρωτήρι  | нос на СИ от Палюри                 |